# Ctenitis microchlaena
Ctenitis microchlaena är en träjonväxtart som först beskrevs av Fée, och fick sitt nu gällande namn av Robert G. Stolze. Ctenitis microchlaena ingår i släktet Ctenitis och familjen Dryopteridaceae. Inga underarter finns listade.